# Oligosoma longipes
Oligosoma longipes — вид сцинкоподібних ящірок родини сцинкових (Scincidae). Ендемік Нової Зеландії.

## Поширення і екологія
Ophiomorus longipes мешкають у північно-східних передгір'ях Південних Альп на Південному острові Нової Зеландії. Вони живуть на сухих кам'янистих місцевостях на річкових терасах та на кам'янистих осипах. Ведуть денний спосіб життя. Гріються на сонці.

## Збереження
МСОП класифікує цей вид як такий, що перебуває під загрозою зникнення. Oligosoma longipes загрожує хижацтво з боку інтродукованих тварин.